# Tschechoslowakische Basketballnationalmannschaft der Damen
Die tschechoslowakische Basketballnationalmannschaft der Damen repräsentierte die Tschechoslowakei von 1932 bis 1992 in internationalen Wettbewerben und wurde vom damaligen Tschechoslowakischen Basketballverband (tschechisch Československá basketbalová federace) organisiert.
Der Tschechoslowakische Basketballverband gehörte neben Argentinien, Griechenland, Italien, Lettland, Portugal, Rumänien und der Schweiz zu den acht nationalen Verbänden, die am 18. Juni 1932 in Genf den Weltbasketballverband FIBA gründeten.
Die tschechoslowakische Mannschaft gehörte zu den erfolgreichsten europäischen Nationalmannschaften der Damen hinter den ebenfalls aufgelösten Mannschaften der Sowjetunion und Jugoslawiens.

## Abschneiden bei internationalen Wettbewerben

### Olympische Spiele
| - 1976 – 4. Platz - 1988 – 8. Platz - 1992 – 6. Platz |

### Weltmeisterschaften
| - 1957 – . Platz - 1959 – . Platz - 1964 – . Platz - 1967 – . Platz - 1971 – . Platz - 1975 – . Platz - 1986 – 4. Platz - 1990 – 4. Platz |

### Europameisterschaften
| - 1950 – . Platz - 1952 – . Platz - 1954 – . Platz - 1956 – . Platz - 1958 – . Platz - 1960 – . Platz - 1962 – . Platz - 1964 – . Platz | - 1966 – . Platz - 1968 – 9. Platz - 1970 – 5. Platz - 1972 – . Platz - 1974 – . Platz - 1976 – . Platz - 1978 – . Platz - 1980 – 4. Platz | - 1981 – . Platz - 1983 – 6. Platz - 1985 – 4. Platz - 1987 – 4. Platz - 1989 – . Platz - 1991 – 5. Platz |

## Nachfolge-Nationalmannschaften
Nach der Auflösung der Tschechoslowakei zum 31. Dezember 1992 gründeten Tschechien und die Slowakei ihre eigenen Nationalmannschaften als Nachfolger.